# انتقال سیاست
انتقال سیاست ( انتقال خط مشی) فرایندی است که در آن اطلاعات مربوط به عملکرد یک نظام سیاسی توسط یک نظام سیاسی دیگر مورد استفاده قرار می گیرد. در حالی که از ابتدای شکل گیری تمدنها سیاست‌ها همیشه به‌صورت خودجوش و طبیعی بین سیستم‌های سیاسی حرکت می‌کرده اند، این موضوع به‌طور ناباورانه ای تنها از اواسط دهه 1990، با انتشار کتاب کی چی را از کی یاد می گیرد: مروری بر ادبیات انتقال سیاست ، برای اولین بار به عنوان یک مطالعه ظاهر شد.  از آن زمان این مفهوم توسط جغرافی دانان شهری جیمی پک تحت عنوان جابجایی (Mobility)   و نیک تئودور به عنوان سیاست سریع (Fast policy)  و توسط علاقه مندان به شبکه های جهانی به عنوان ترجمه سیاست (Policy Translation) توسعه و به کار گرفته شده است. خارج از این ادبیات، انتقال خط مشی در طیف وسیع و گوناگونی از سیاست‌ها بکار گرفته شده است که از جمله آنها می توان به سیاست گذاری با تحمل صفر ، رفاه کاری ، مناطق بهبود کسب‌وکار و حتی ظهور برنامه‌های اشتراک‌گذاری دوچرخه اشاره کرد.

## تحقیقات دانشگاهی در مورد انتقال سیاست
انتقال سیاست موضوع تحقیقات آکادمیک قابل توجهی بوده است که عمدتاً توسط دانشمندان علوم سیاسی از اواخر دهه 1990 هدایت شده است. از اواسط دهه 2000 ، جغرافی دانان نیز نقش مهمی در این بحث ها ایفا کرده اند (اغلب از اصطلاح جابجایی سیاست به جای انتقال سیاست استفاده می کنند).
از زمان مقاله دیوید دولوویتز و دیوید مارش (2000) "یادگیری از خارج: نقش انتقال سیاست در سیاست گذاری معاصر"، تحقیقات دانشگاهی بر مسائل مربوط به این موارد  متمرکز شده است : چه کسی در انتقال سیاست دخالت دارد، چه چیزی منتقل می شود، سیاست  از کجا و به کجا انتقال داده می شود، درجات و محدودیت های انتقال چیست، و موفقیت آن پس از انتقال ( در محیط مقصد) چقدر است. اخیراً تلاش‌هایی برای توضیح نقش ارتباطات دو طرفه و به‌ویژه بازخورد از طرف ذینفعان سیاست برای انتقال موفقیت‌آمیز سیاست،  همراه با تلاش‌هایی برای به رسمین شناختن «بومی‌سازی» سیاست‌ها به‌عنوان اصلاح و انطباق با زمینه ( محیط میزبان) صورت گرفته است. بحث‌ها در جغرافیا بر شناسایی فناوری‌ها و روش‌هایی که از طریق آن سیاست‌ها و ایده‌ها منتقل می شوند ، به عنوان مثال در کاربردهایی مانند  تورهای مطالعاتی، کنفرانس‌ها و انتقال بهترین تجارب در زمینه های مختلف ، و همچنین بررسی چگونگی و چرایی تغییر شکل این سیاست‌ها در حین انتقال از محیطی به محیط دیگر، متمرکز شده‌اند  .